# Plášť (oblečení)

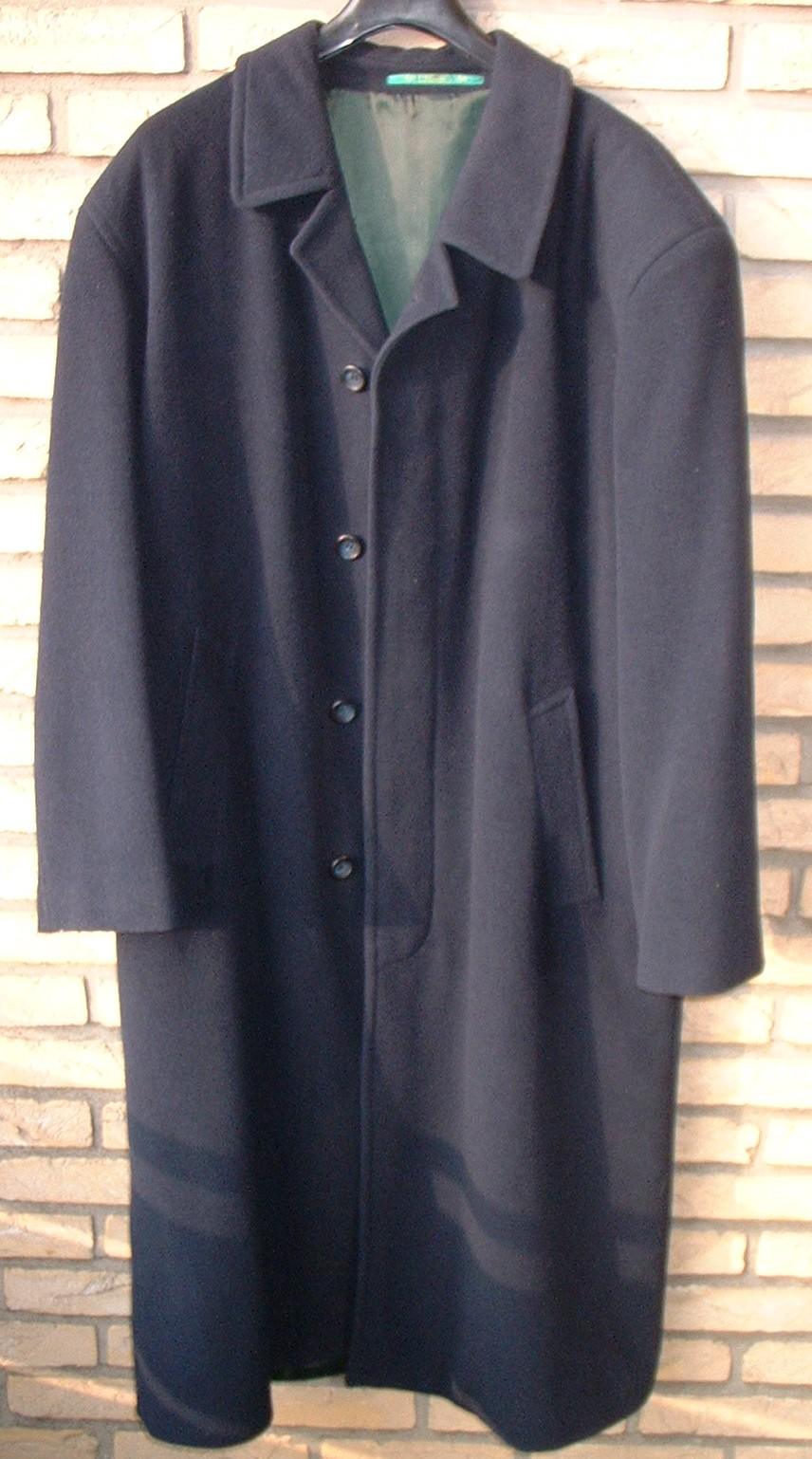
Pánský flaušový plášť

Plášť je svrchní část oblečení, kterou nosí muži i ženy. Pláště mohou být např. kožené, bavlněné nebo z PVC (plášť do deště – pršiplášť). Používají se nejen jako součást „běžného“ oblečení, ale i jako součást oblečení pracovního – nosívají jej zejména lékaři, veterináři (obecně zdravotníci), kuchaři, chemici, skladníci apod. Pláště mohou být také součástí vycházkových a slavnostních uniforem ozbrojených složek.